# نورما دوفال
نورما دوفال (بالإسبانية: Norma Duval)‏ هي نجمة سينما ‏ ومذيعة ومقدمة تلفزيونية وراقصة وممثلة إسبانية، ولدت في 4 أبريل 1956 ببرشلونة في إسبانيا.

## وصلات خارجية
- نورما دوفال على موقع IMDb (الإنجليزية)
- نورما دوفال على موقع ألو سيني (الفرنسية)
- نورما دوفال على موقع قاعدة بيانات الفيلم (الإنجليزية)
- نورما دوفال على موقع كينوبويسك (الروسية)